# Jiyuan
Jiyuan (济源 ; pinyin : Jǐyuán) est une ville vice-préfecture du nord-est de la province du Henan en Chine.

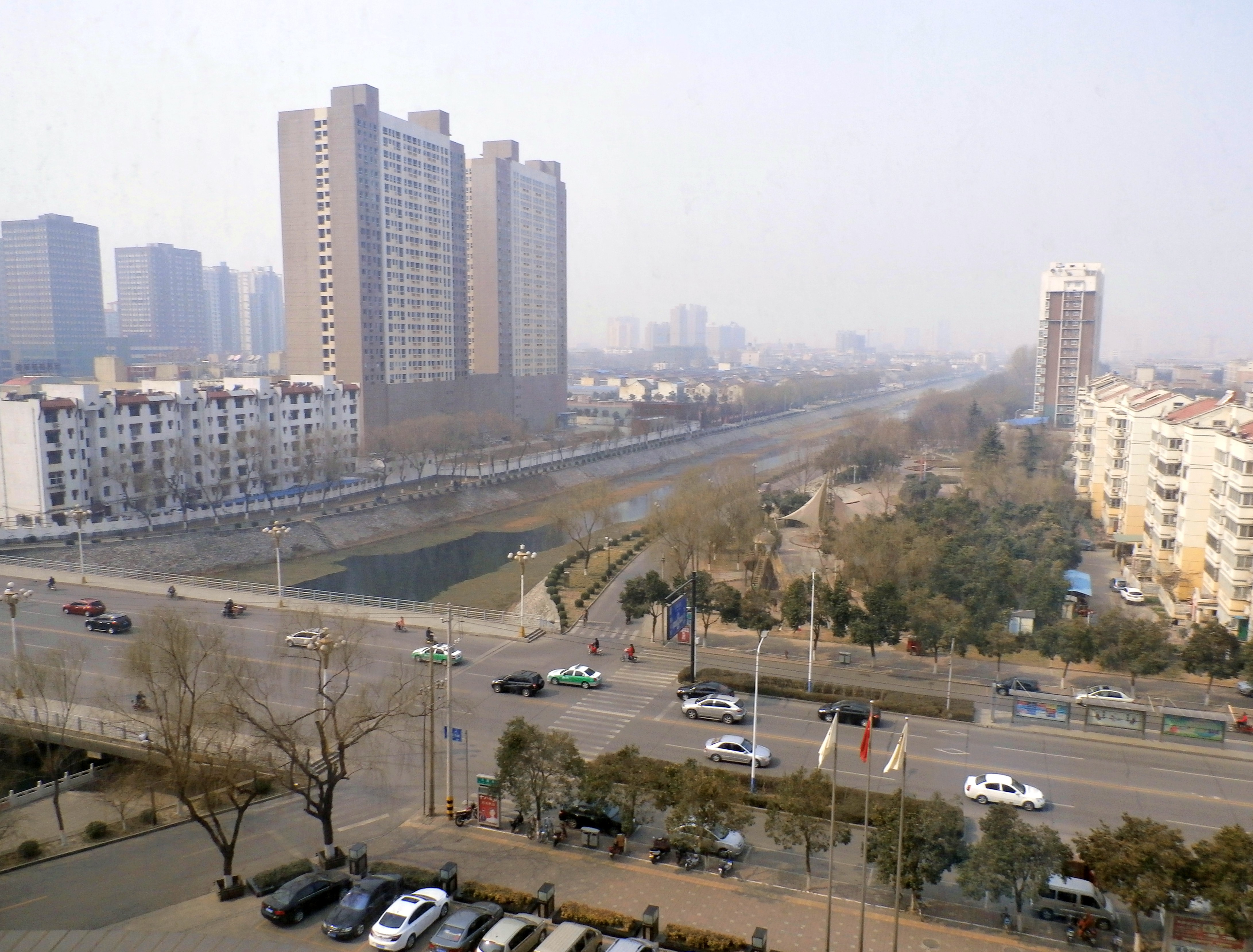
Jiyuan - vue depuis le Jiyuan Century Hotel jusqu'à Manghe N St

## Histoire
Autrefois appelé Yuan (原), la ville fut la capitale de la Chine sous la dynastie Xia, pendant le règne de Shao Kang et de Zhu.

## Démographie
La population était de 644 676 habitants en 1999.